# 라인배커 작전
라인배커 작전(Chiến dịch Linebacker, Operation Linebacker, 1972년 5월 9일 ~ 10월 23일)은 베트남 전쟁 중 미국이 북베트남의 교통 체계를 파괴할 목적으로 수행한 대규모 폭격작전이다. 작전은 7 공군과 미국 해군 7함대 소속 항공모함 함재기들이 수행했으며, B-52 폭격기가 북폭에 참가했다. 작전은 북베트남이 3월 30일부터 남베트남을 향해 (서방에서는 동부 공세라고도 알려진) 응우옌 휴 공세를 개시하자 북베트남의 물자 및 보급품 수송을 차단하기 위한 것이었다. 1968년, 린든 B. 존슨 대통령이 북폭을 중단한 이래 4년 만에 재개된 것이었다. 이 폭격 작전에서는 처음으로 레이저 및 TV카메라를 이용한 정밀 유도 폭격 전술도 새롭게 사용되었다.
작전은 기뢰를 사용하여 북베트남의 항구를 봉쇄하는 포켓 머니 작전으로 시작되었다. 항공기로 기뢰를 투하하는 것은 태평양 전쟁 중에 일본의 항구를 대상으로 시행되어 큰 효과를 본 적이 있었다. 투하된 기뢰의 85%는 하이퐁 항구에 투하되었다. 베트남 현지 시간 5월 8일에 A-6 인트루더와 A-7 코르세어2 공격기들이 1,000파운드 Mk.52 및 Mk.55 기뢰를 36발 투하하여 부설하였고, 이 기뢰들은 항구에 정박 중인 제3국 선박들이 빠져나갈 수 있는 시간을 주기 위해 5일 후에 작동하도록 설정되었다.
항구에 대한 기뢰 투하 작전 후에는 북베트남 지역의 철도망과 중국과 연결되는 교량, 그리고 북베트남 영내의 무기 저장소 파괴가 이어졌다. 이전 롤링 선더 작전 당시에는 공습 목표가 제한되었던 것에 비해 민간인에게 피해를 주더라도 군사 목표물은 반드시 폭격한다는 것으로 작전이 바뀌어 롤링 선더 작전에 비해 성과는 컸고, 결국 이를 견디다 못한 북베트남은 다시 파리 평화회담에 참가하게 되었다. 그러나 교섭이 계속 난항을 겪게 되자 미국은 리처드 닉슨 대통령의 명령으로 새로운 라인배커2 작전을 수행하게 된다.